# آيت بوعزة (لمهادي)
آيت بوعزة هو دُوَّار يقع بجماعة لمهادي، إقليم تارودانت، جهة سوس ماسة في المملكة المغربية. ينتمي الدوّار لمشيخة لمهادي التي تضم 12 دوار. يقدر عدد سكانه بـ 647 نسمة حسب الإحصاء الرسمي للسكان والسكنى لسنة 2004.

## وصلات خارجية
- البوابة الوطنية للجماعات الترابية
- المندوبية السامية للتخطيط